# برج العقرب
برج العقرب هو البرج الثامن من الأبراج الاثنى عشر من دائرة البروج أي قوس من دائرة مسار الشمس. برج من الجهة الجنوبية للسماء. تمر الشمس من برج العقرب من 21 أكتوبر إلى 21 نوفمبر. تكون الشمس في هذا البرج في أواسط الخريف. في الماضي البعيد كانت كوكبة العقرب في هذه البرج الذي يسمى بالعقرب واليوم كوكبة فلكية الميزان فيها نتيجة لتقدم محور الأرض.

## أسطورة العقرب
العقرب لدى القدماء كان معروف بمكره وخداعه، ولدغته التي تسبب الموت، وفي يوم من الأيام قرر أن يعيش في سلام فقرر قتل الصياد، لينتهي النزاع إلى الأبد، فقتله ورفعت الآلهة الصياد والعقرب في مكانة ومنزلة مختلفة لكليهما في السماء حتى لا يرى أحدهما الآخر.

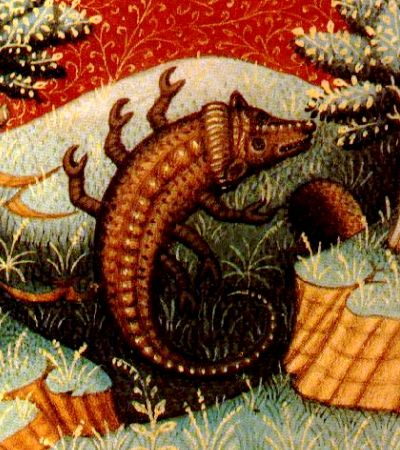